# Organizzazione penitenziaria militare
L'organizzazione penitenziaria militare (O.P.M.) è la componente responsabile della gestione del trattamento penitenziario delle forze armate italiane presso gli istituti di pena militari.
È una unità a livello reggimentale, è direttamente dipendente dal Comando militare della Capitale. Il Comando dell'Organizzazione Penitenziaria Militare è ubicato nella Caserma “Ezio Andolfato” di Santa Maria Capua Vetere.

## Storia
Dopo la proclamazione del Regno d'Italia il Decreto Ministeriale n. 242 del 12 dicembre 1873 istituí il Comando degli Stabilimenti Militari di Pena con sede in Roma, e nel 1901 vennero individuati stabilimenti di pena a Gaeta, Peschiera e Napoli. Dopo la fine della seconda guerra mondiale nel 1949 il comando venne ricostituito nella città di Gaeta, venendo successivamente trasferito in Sulmona ed infine presso Santa Maria Capua Vetere.
Il 5 giugno 2008 lo Stato Maggiore dell'Esercito ha istituito il distintivo di appartenenza per il personale effettivo all’Organizzazione Penitenziaria Militare. A forma di scudo sannitico ha il bordo dorato su fondo bianco e una banda rossa nel mezzo. In cuore alla banda rossa è inserita l’Aquila color oro quale simbolo di appartenenza allo Stato Maggiore dell'Esercito.

## Organizzazione

### Comando
Ha sede nella Caserma "Andolfato" in Santa Maria Capua Vetere (CE). 
Il comandante, precedentemente dipendente dal Vice Comandante del Comando militare della Capitale, dal luglio 2023 dipende dal Comandante Area Territoriale del COMFOTER.

### Le strutture
Prima del 2005, istituti erano presenti nelle città di:
- Gaeta;
- Peschiera del Garda;
- Forte Boccea;
- Cagliari;
- Palermo;
- Bari;
- Torino;
- Pizzighettone;
- Sora (cessato nei primi anni '90 riservato per gli obiettori di coscienza testimoni di Geova)[5][6]

A partire dal 2005, l'unico carcere attivo si trova in Santa Maria Capua Vetere (CE).